# Sattenapalle
Sattenapalle es una ciudad y  municipio situada en el distrito de Guntur en el estado de Andhra Pradesh (India). Su población es de 56721 habitantes (2011). Se encuentra a 35 km de Guntur y a 59 km de Vijayawada. 

## Demografía
Según el censo de 2011 la población de Sattenapalle era de 56721 habitantes, de los cuales 28350 eran hombres y 28371 eran mujeres. Sattenapalle tiene una tasa media de alfabetización del 73,58%, superior a la media estatal del 67,02%: la alfabetización masculina es del 81,07%, y la alfabetización femenina del 66,18%.